# Pierre Seron

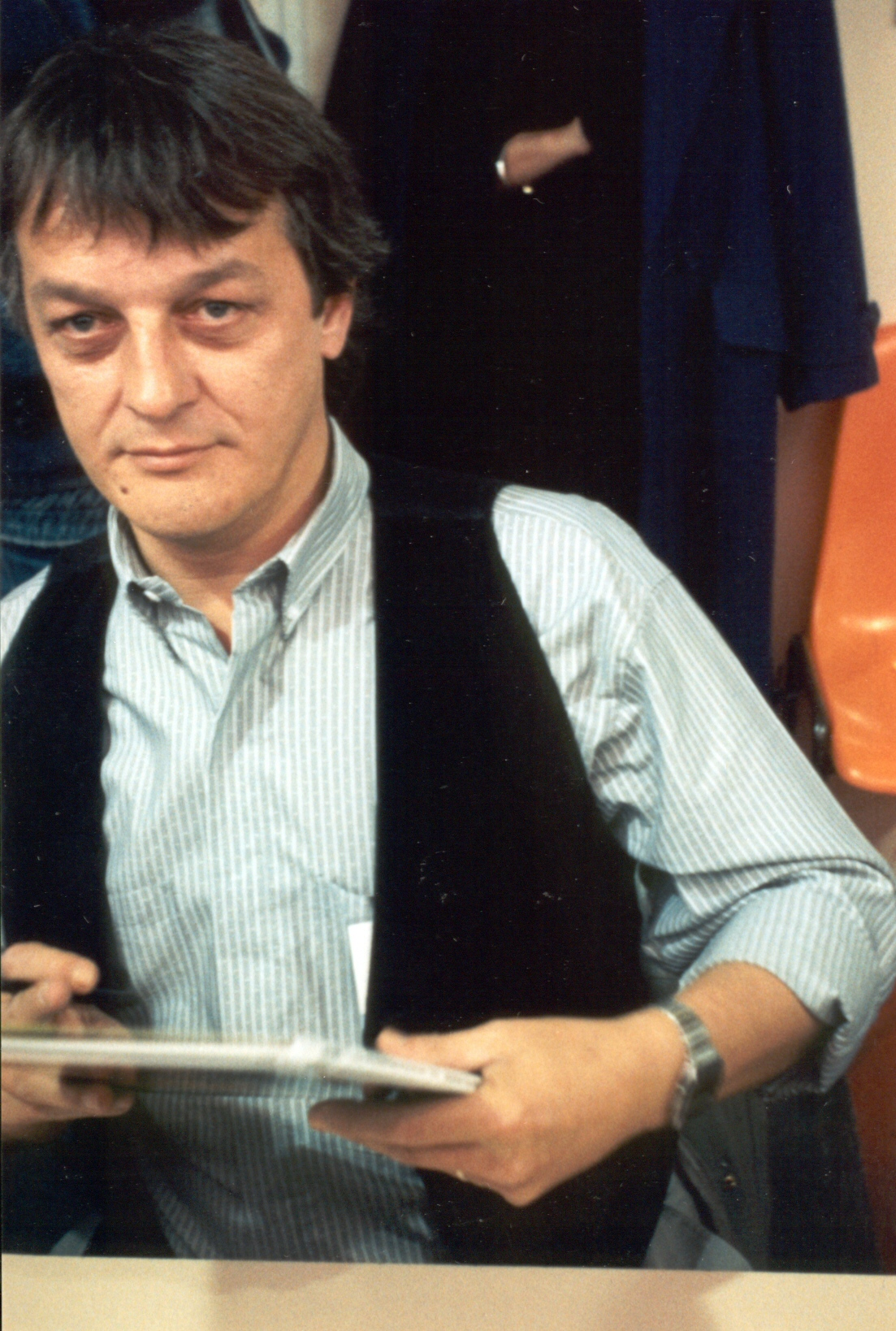
Pierre Seron, 1990

Pierre Seron (* 9. Februar 1942 in Chênée bei Lüttich; † 24. Mai 2017) war ein Zeichner und Autor franko-belgischer Comics. Er lebte in der Nähe von Nîmes in Südfrankreich.

## Leben
Pierre Seron erhielt seine Ausbildung ab 1957 an der Kunsthochschule Saint-Luc in Lüttich, wo er u. a. die späteren Kollegen Dany und François Walthéry kennenlernte. Im Anschluss daran arbeitete er zunächst als Assistent für Dino Attanasio und nach seinem Militärdienst für Mittéï, den er als Hintergrundzeichner insbesondere bei Rick Master (Hauptzeichner: Tibet) unterstützte. Parallel dazu bewarb er sich auch bei der Comiczeitschrift Spirou, wo ab 1967 seine künftige Hauptserie Les Petits Hommes (dt. „Die MInimenschen“) erschien, zunächst noch nach Szenarios von Albert Desprechins bzw. Mittéï unter dessen Pseudonym Hao, ab 1981 dann nach eigenen Texten.
Zeichnerisch anfangs beeinflusst von Attanasio und Dany, näherte er sich mit dem Eintreten bei Spirou André Franquin an, dessen Stil namentlich seiner Erfolgsserien Spirou und Fantasio und Gaston in ihrer späten Phase Seron besonders in der Figurenzeichnung sehr gut beherrschte. Er ging aber auch eigene Wege, etwa indem er Science-Fiction-Elemente in seine Settings einbezog oder experimentelle Ansätze im Layout ausprobierte. Gleichwohl hätte er gerne die Nachfolge Franquins bei Spirou und Fantasio angetreten, doch sprach sich dieser ob der seiner Ansicht nach zu großen Ähnlichkeit dagegen aus.

## Werke
Die wichtigsten und auch in Deutschland bekanntesten Werke Serons sind die beiden Serien Die Minimenschen (auch unter dem Titel Herbie Huppser und die Mikronauten) und Die Zentauren. Daneben sind in Deutschland seine erotischen Geschichten um Die Minimädchen, trotz der Namensähnlichkeit mit einer Ausnahme keine Persiflage der Minimenschen, und Die Müllers erschienen.